# Schafik Handal

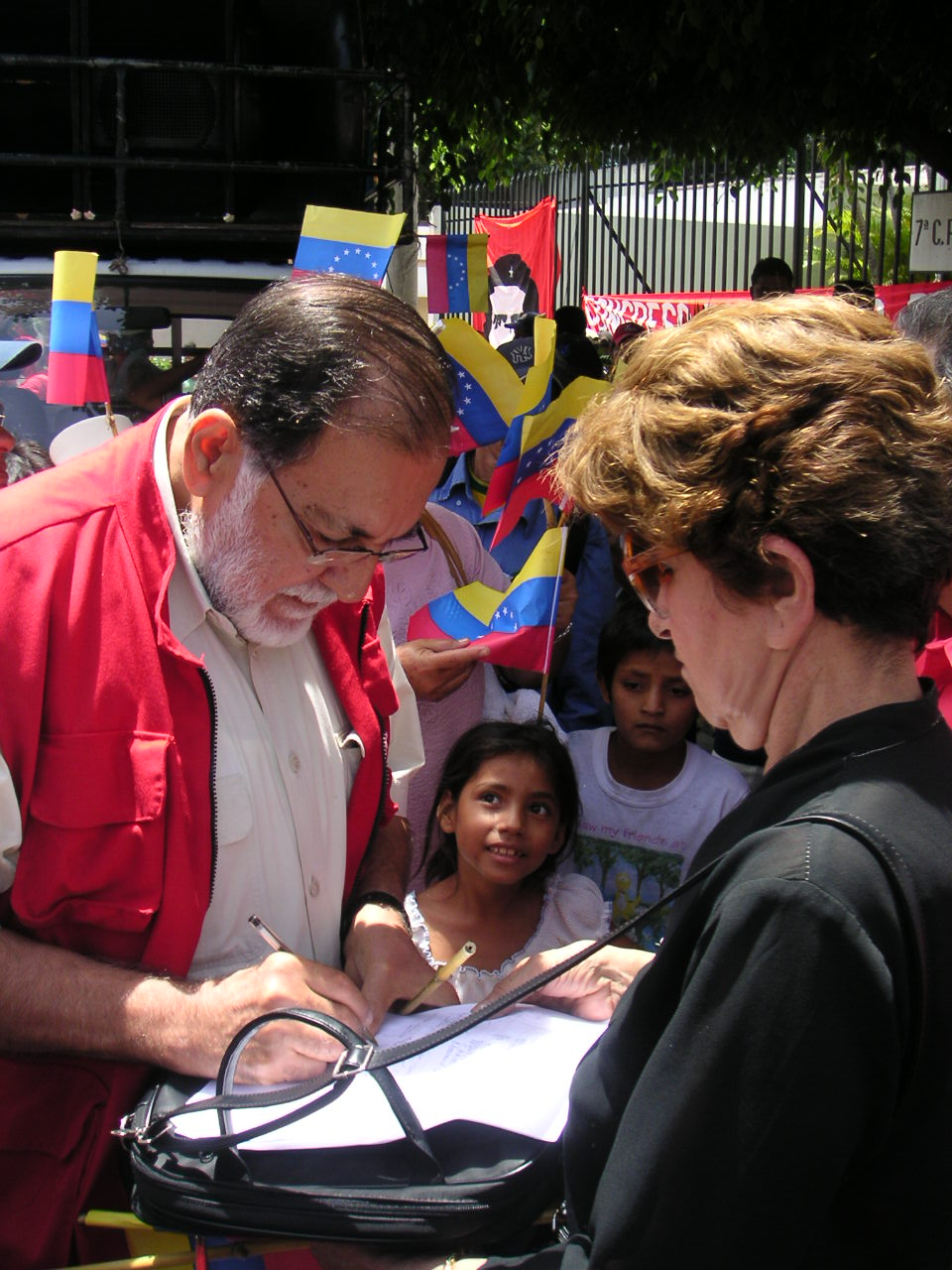
Schafik Handal overhandigt een solidariteitsverklaring bij de ambassade van Venezuela (2004)

Schafik Jorge Handal (Usulutan, 13/14 oktober 1930- San Salvador, 24 januari 2006) was een Salvadoraans politicus en guerrillaleider. Hij was de zoon van Palestijnse immigranten. 
Van 1959 tot 1994 was hij secretaris van de communistische partij van El Salvador. In de jaren zeventig en tachtig streed hij als guerrillaleider van de Farabundo Martí Nationaal Bevrijdingsfront (FMLN) tegen de rechtse junta. Toen de burgeroorlog in 1992 eindigde werd de FMLN omgevormd tot politieke partij met Handal als coördinator. In 1997 werd hij in de Nationale Vergadering van El Salvador gekozen.
In 2004 was hij kandidaat voor de presidentsverkiezingen. Hij riep op tot versterking van de banden met socialistisch georiënteerde landen in Latijns-Amerika. Volgens tegenstanders was hij anti-Amerikaans. Aanhangers van Handal beschuldigden de VS van het vervalsen van de verkiezingen, omdat de VS had gedreigd sancties te treffen tegen El Salvador als Handal zou winnen. Uiteindelijk verloor hij de verkiezingen aan Antonio Saca.
Op 24 januari 2006, toen hij terugkeerde van de inauguratie van de Boliviaanse president Evo Morales werd hij op het vliegveld van San Salvador onwel. Hij werd per helikopter naar een nabijgelegen hospitaal gebracht waar hij overleed. Vastgesteld werd dat zijn doodsoorzaak een hartaanval was.